# محبوب العالم (بازیکن کریکت)
محبوب العالم (انگلیسی: Mahbubul Alam؛ زادهٔ ۱ دسامبر ۱۹۸۳) بازیکن کریکت اهل بنگلادش است.